# Stefan Wyszyński
Stefan Wyszyński, né le 3 août 1901 à Zuzela et mort le 28 mai 1981 à Varsovie, est un cardinal polonais, archevêque de Varsovie et de Gniezno et primat de Pologne de 1948 à 1981. Il combattit le régime communiste, notamment contre l'oppression du régime et des restrictions sur la religion, ce qui lui valut plusieurs années de prison et des pressions. Vénéré comme bienheureux par l'Église catholique, il est fêté le 28 mai.

## Biographie

### Jeunesse
Stefan Wyszyński naît le 3 août 1901, dans la commune de Zuzela[réf. nécessaire], située sur la rivière Bug. Il est le fils de l’organiste Stanisłas Wyszyński (1876-1970) et de Julianna Karp (1877-1910) et est le deuxième enfant d’une famille qui en compte six. Stefan a aussi des demi-frères et sœurs, issus d’un second mariage de son père avec Eugenia Godlewska (1883-1948),. L’atmosphère familiale est empreinte de patriotisme et de religiosité[réf. nécessaire].

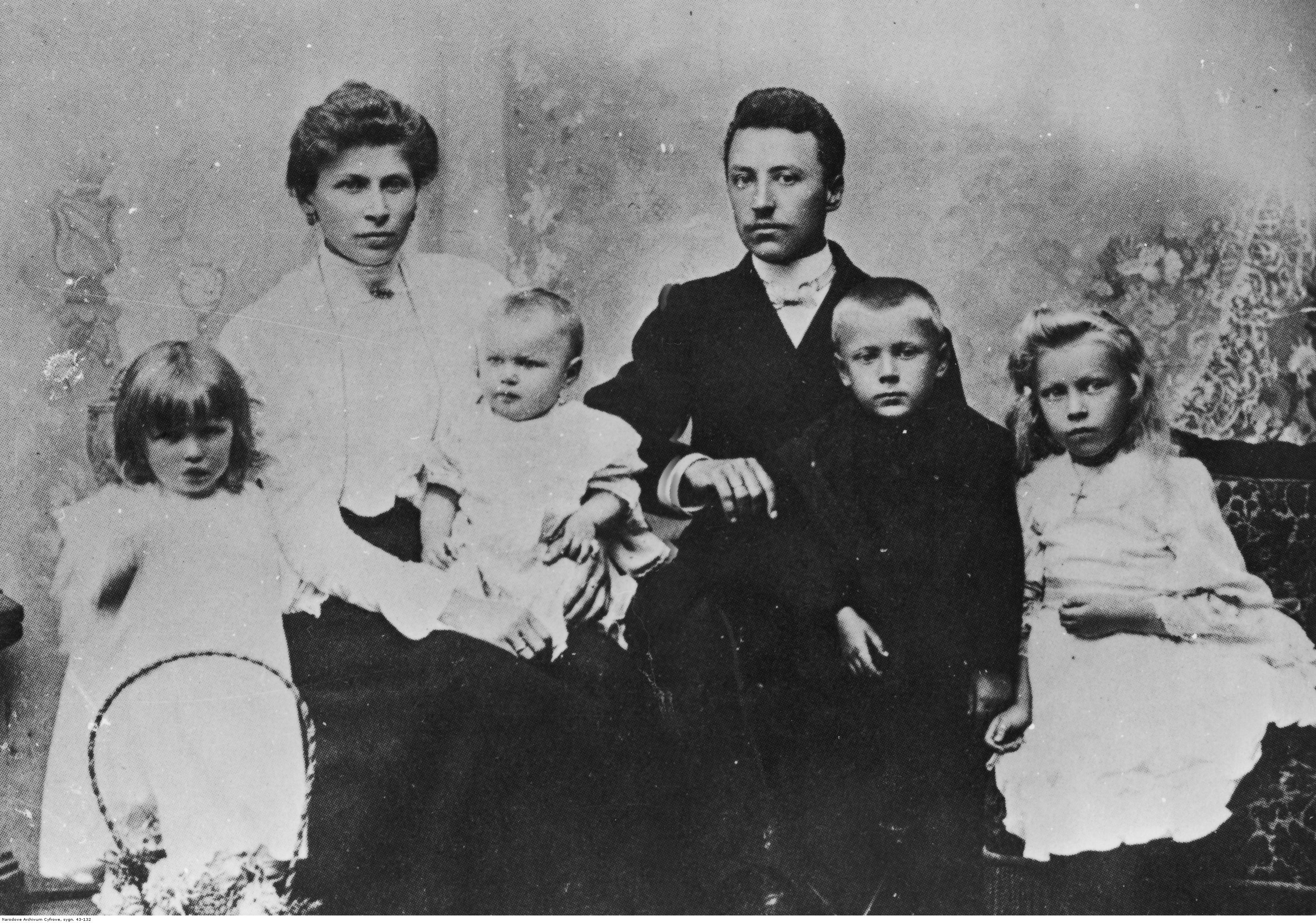
La famille Wyszyński.

Le futur cardinal commence son éducation à Andrzejewo, où sa famille déménage en 1910, puis à Varsovie, où dès 1912, il continue son éducation au Lycée Wojciech Górski - établissement scolaire privé d’élite, privilégiant la langue polonaise. Durant la Première guerre mondiale, en 1915, Stefan continue sa formation à l’École de Commerce (masculine) de la ville de Łomża. Il s’y inscrit dans une formation scout appelée « Czajki », appartenant à la « Première équipe scoute - Tadeusz Kościuszko » à Łomża. Elle est fondée par Kazimierz Lutosławski, un des principaux animateurs du mouvement scout en Pologne. Stefan prend part à leurs activités clandestines, ce qui lui vaut d’être condamné à une peine de fouet par les autorités allemandes.
En 1917, il entre au Lycée Saint-Pie X, du Petit séminaire de la ville de Włocławek. C’est en 1920, qu’il  y passe son baccalauréat, puis poursuit sa formation au Grand Séminaire de cette même ville. Bien qu’originaire du diocèse de Płock, il choisit comme lieu de formation le Grand Séminaire de Włocławek, réputé pour son haut niveau d’enseignement. Il y termine ses études en 1924 et est ordonné seul le 3 juillet 1924, à cause de problèmes de santé,.

### Prêtre
La même année 1924, il est nommé vicaire auprès de la cathédrale de Włocławek, où il exerce une activité de journaliste, étant secrétaire de la rédaction du quotidien « Słowo Kujawskie ». En 1924, le futur primat de Pologne se lie aux Syndicats chrétiens (ChZZ) et aux milieux chrétiens-démocrates et exerce son apostolat dans les  milieux ouvriers. Il est membre de l’Association diocésaine des prêtres contemplatifs de Włocławek, qui a pour but d’approfondir la spiritualité des prêtres.
En 1925, le jeune abbé Wyszyński est envoyé à l’Université catholique de Lublin pour y parfaire ses études. Le recteur de l’Université est l’abbé Józef Kruszyński, originaire de Włocławek. Ainsi commencent ses études en droit canonique. Toutefois, c’est à l’abbé Antoni Szymański, éminent spécialiste en sciences sociales de l’Église et futur recteur de l’Université, que revient le devoir de prendre en charge le jeune abbé. En 1927, l’abbé Wyszyński obtient le grade de licencié, et, en 1929, celui de docteur en droit canonique, à la suite de la soutenance de sa thèse : « Les droits de la famille, de l’Église et de l’État sur la scolarité ». Durant les années trente du XXe siècle, il refuse un poste d’enseignant à l’Université de Lublin, bien qu’ayant préparé à cette fin un mémoire d'habilitation, « L’environnement moral du travail à l’usine », qui ne sera jamais terminé, parce que la seconde guerre mondiale éclate. Pendant ses études, il loge dans un foyer de prêtres étudiants, dirigé par l’abbé Władysław Korniłowicz, avec lequel il se lie d’amitié et qui deviendra l’un des fondateurs d'un centre éducatif pour non-voyants à Laski. L’abbé Wyszyński considère le père Korniłowicz comme son directeur spirituel et, jusqu’à la fin de ses jours, il en parlera comme de son père dans la foi.
De 1927, le jeune Wyszyński devient remplaçant du directeur de la maison pour étudiants. Durant ses études, il travaille bénévolement dans l’association « Entraide fraternelle », mais c’est à l’Association des étudiants catholiques « Renaissance » (SKMA), qu’il se consacre. Une fois ses études terminées, il y restera fidèle, bien que le plus âgé des membres. Il gardera contact avec ce milieu étudiant jusqu’à la fin de ses jours. Après la Seconde Guerre mondiale, vu l’impossibilité de réactiver officiellement l’association, il organise en 1957, à Jasna Góra, des journées de prière pour l’intelligentsia catholique de la « Renaissance ». En 1980, c’est sous son patronage que naîtra informellement le Mouvement Culturel Chrétien Renaissance.
Durant les années 1929-1930, l’abbé Wyszyński fait un voyage d’étude en Europe occidentale. Il parcourt l’Autriche et l’Italie, où il visite l’université Sacro Cuoro de Milan, l’Angelicum de Rome, ainsi que des centres scientifiques de France, Belgique, Hollande et Allemagne.
Lors des années 1930-1931, il est vicaire dans la paroisse de Lipno, puis à Przedcz. En 1933, il devient enseignant du droit canonique et des sciences sociales au Séminaire supérieur de Włocławek et continue de collaborer avec les syndicats chrétiens (ChZZ). Il participe aux semaines sociales de la « Renaissance », ainsi qu’à l’Association des jeunesses catholiques féminines et masculines, mouvement de jeunes qui est la branche de l’Action catholique.
Durant les années 1935-1939, l’abbé Wyszyński organise et préside l’Université Chrétienne ouvrière de Włocławek, tout en dirigeant la congrégation mariale des propriétaires terriens de la région de Kujavie-Dobrzyń. Il essaye, sans succès, de fonder une association catholique pour les jeunesses ouvrières, pareille aux JOC de Belgique, fondée par le cardinal Josef-Léon Cardijn. En 1933, il est médiateur entre les ouvriers en grève et les propriétaires d’usines de Włocławek. L’année 1939 est celle, où il commence la construction de la Maison des syndicats chrétiens à Włocławek.
À cause de son engagement social et de ses opinions, bien ancrées dans la doctrine sociale catholique, il est critiqué par une partie des propriétaires terriens de Kujavie et par les milieux nationalistes locaux. On le traite de « prêtre rouge », car il approuve la réforme agraire et le parcellement d’immenses propriétés foncières. L’ordinaire du diocèse de Włocławek, Karol Radoński, tenant compte de ces malentendus, lui a même interdit, pendant un certain temps, de prêcher.
En 1931, l’abbé Wyszyński obtient le poste de rédacteur en chef de la revue « L’Athénée sacerdotale ». Éditée par le diocèse de Włocławek, cette revue de spiritualité est remaniée par l’abbé Wyszyński, au point où, durant l’entre-deux-guerres, il en fera la meilleure publication intellectuelle pour les prêtres polonais. Il y écrit principalement sur des sujets sociaux, sur les rapports entre le catholicisme et le capitalisme, le fascisme et le communisme. Il  y publie dans les années 1931-1939, plus de cent articles sous forme de brochures ou d’articles. On peut y trouver : La culture du bolchévisme et l’intelligentsia polonaise (1934), La nouvelle ruée du bolchévisme en Pologne (1936), La portée et le caractère des acquis de la doctrine sociale catholique (1937), Le programme catholique de la lutte contre le communisme (1937), Comment peut agir un aumônier en réalisant un système corporatiste (1939) et L’intelligentsia comme avant-garde du communisme (1939).
En cette période, les convictions de l’abbé Wyszyński portent les traits d’un grand engagement social, mais restent bien ancrées dans le cadre organiciste. Le futur primat de Pologne s’intéresse au corporatisme catholique, analysant avec beaucoup d’attention et de sympathie les réformes faites au Portugal par le premier ministre et professeur Oliveira Salazar.
Les acquis sociaux-catholiques, aussi bien intellectuels que pratiques, de l’abbé Wyszyński, attirent l’attention et sont reconnus par le primat de Pologne, le cardinal August Hlond, qui en 1938 lui demande de faire partie de son Conseil social.

#### Seconde Guerre mondiale

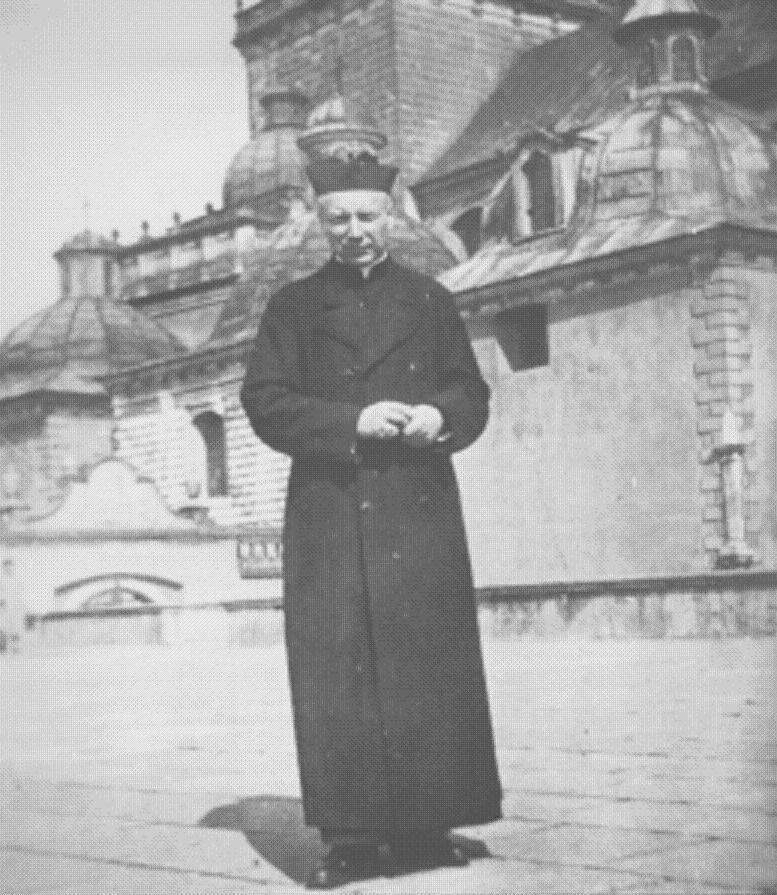
Abbé Wyszyński dans les années 1940.

Après l’éclatement de la Seconde Guerre mondiale, l’abbé Wyszyński accompagne des jeunes séminaristes à Lublin, puis à Włodzimierz, pour ensuite revenir pour quelques semaines à Włocławek occupé. Sur ordre de l’évêque Franciszek Korszyński — suffragant de Włocławek et responsable du diocèse après le départ de K. Radoński — l’abbé Wyszyński, en danger d’arrestation car professeur du Séminaire, quitte la ville. Il se rend auprès de sa famille à Wronciszewo, près de Warka.
En juillet 1940, par l’intermédiaire du père Korniłowicz et en tant qu’aumônier des Sœurs franciscaines servantes de la Croix — parties avec un petit groupe de non-voyants — il arrive, sur l’invitation d’Aleksandre et Jadwiga  Zamoyski, dans leur propriété de Kozłówka, dans la région de Lublin. Il y reste jusqu’à septembre 1941.
Passible de répressions ordonnées par l’occupant allemand, il se cache à Nasutow, village voisin du domaine des Zamoyski. Le même mois, il déménage à Zakopane, comme aumônier des Sœurs Ursulines du cœur agonisant de Jésus, dans la localité de Jaszczurówka. La Gestapo l’arrête par hasard, mais faute de preuves le relâche. Lorsqu’elle revient l’arrêter, en octobre 1941, il a quitté Zakopane. Il arrive dans un des établissements des Sœurs franciscaines servantes de la Croix à Żułowo, où il retrouve le père Korniłowicz. Par deux fois, il voyage au château de la famille Dzieduszycki dans la commune de Zarzecze, non loin de Przeworske. Il use du surnom de « sœur Cécile », dont il se servira jusqu’à la fin de l’occupation. C’est de cette période que datent les récits sur son aide aux familles juives qui se cachent. L'abbé Wyszyński figure sur une liste tenue par les nazis, de prêtres polonais à abattre, pour « excès de sacerdoce », sur laquelle figure aussi Maximilien Kolbe.
À la charnière de septembre et octobre 1942, l’abbé Wyszyński se voit octroyer la charge de l’abbé Jan Zieja, jusqu’alors aumônier général des formations clandestines scoutes, appelées Szare Szeregi (Formations grises) ; il est aussi l’aumônier de l’établissement de Laski, tenu par les Soeurs franciscaines servantes de la Croix. Il collabore étroitement avec la fondatrice de cette congrégation, mère Elżbieta Czacka. Il enseigne à Varsovie, chez les Sœurs de la Résurrection, donnant des cours à caractère religieux et social. Avec Maciej Święcicki, senior de l’association Juventus Christiana, il collabore aussi avec la Délégation du Gouvernement polonais en exil à Londres, à l’élaboration d’un nouveau code du travail, prévu pour l’après-guerre. Il prêche des recollections pour divers ordres religieux féminins et participe aux séminaires scientifiques clandestins de l’Université de Varsovie et de l’Université des Terres Ouest.
De 1942, le futur primat prend soin de l’Institut de la Transfiguration du Christ, fondé par Halina Dernałowicz, et d’un groupe de jeunes filles réunies autour d’une congrégation mariale, animée par Maria Okońska, appelées « Huitaines » (du nom des huit bénédictions). C’est de ce groupe que naîtra le futur l’Institut laïc des servantes de la Vierge de Częstochowa - Mère de l’Église (aujourd’hui Institut du primat Wyszyński), dont l’abbé sera l’un des cofondateurs.
Au printemps 1944, l’abbé Wyszyński prête serment comme aumônier militaire devant le père Jerzy Baszkiewicz, du VIIe District appelé « Obroża », appartenant à Circonscription varsovienne de l’Armée de l’Intérieur (AK). Le futur cardinal portera désormais le nom de « Radwan III ». Il prend part à l’insurrection de Varsovie en qualité d’aumônier de l’hôpital situé à Laski, où il assiste les blessés et confesse les mourants de l’insurrection. Il y restera jusqu’à la fin de l’occupation allemande.
Durant la guerre, le primat prépare plusieurs écrits qui ne seront publiés qu’après 1945, dont Le Saint Siège et le monde d’après-guerre (paru en 1945 et édité sous le pseudonyme « dr.Stefan Zuzelski », signature ne faisant aucun doute sur l’identité de l’auteur), où il explique la politique de Pie XII. Ainsi qu’un ensemble de conférences consacrées à la théologie du travail : L’esprit dans le travail de l’homme (1946), écrit pionnier à dimension internationale. Il rédige aussi un manuel de sciences sociales chrétiennes : L’amour et la justice sociale (2001), publié vingt ans après sa mort.
L’abbé Wyszyński revient à Włocławek en mars 1945. Pour une seconde fois, il refuse un poste à l’Université de Lublin. À Włocławek, il remplit la fonction de recteur du Séminaire, qu’il relocalise à l’entrée de la commune de Lubraniec. En 1945, il réactive Les Chroniques du diocèse de Włocławek et inaugure la revue diocésaine « L’ordre divin ». En 1946, il relance la revue « L’Athénée sacerdotale ». Nommé chanoine au chapitre de la cathédrale de Włocławek, il s’y installe le 14 août 1945.

### Évêque de Lublin
À l’initiative du cardinal Hlond, le 4 mars 1946, il reçoit de Pie XII la charge d’évêque ordinaire de Lublin. L’onction épiscopale lui est conférée le 12 mai 1946 à Jasna Góra, des mains du primat August Hlond lui-même, (accompagné des évêques coadjuteurs: K. Radoński et Stanisław Czajka). L’investiture à la cathédrale de Lublin a lieu le 26 mai 1946. Il est alors le plus jeune évêque de Pologne.
Une fois à Lublin, il entreprend un renouveau moral du clergé, par le biais de recollections pour les prêtres et réactive l’association « L’Union des prêtres », l’Association des prêtres « Unitas », ainsi que « L’Association missionnaire sacerdotale ». Il participe à la reconstruction de la cathédrale de Lublin et des églises du diocèse, organisant les fondations du « Comité épiscopal pour la reconstruction des lieux de culte ». Il réorganise la curie de l’évêché, les structures du décanat et celles des paroisses. Il crée à Lublin l’Institut de haute culture religieuse.
Il prend sous son patronage le renouveau des congrégations mariales, promeut des actions caritatives, par exemple celle de la Caritas diocésaine. En deux ans, il accomplit 80 visitations paroissiales, se rend à 80 000  sacrements de confirmation et soutient les fidèles dans leurs initiatives d’œuvres de piété, dont les congrès consacrés au rosaire. De sa plume sortent deux importantes lettres pastorales : De la libération chrétienne de l’homme (1946) et De la volonté catholique dans la vie (1947).
En tant qu’évêque de Lublin, il reçoit la charge de Grand chancelier de l’Université catholique de Lublin ; il patronne et soutient la réorganisation de l’Université durant l’après-guerre. C’est grâce à son initiative que voit le jour la faculté de philosophie chrétienne de cette même université.
Au forum qu’est l’Épiscopat de Pologne, il collabore étroitement avec le cardinal Hlond, s’active dans les commissions pour la presse, les affaires estudiantines et préside la commission veillant sur l’Université catholique de Lublin. Il prépare la Proclamation de l’Épiscopat polonais pour les élections au parlement, en 1947. Il s’engage, avec tout son diocèse, dans l’Acte d’offrande de la Pologne au Cœur immaculé de Marie, à Jasna Góra. Cet acte qui verra le jour le 8 septembre 1946, laissera une trace durable sur les futures initiatives mariales du primat Wyszyński et modèlera la vie sociale de la Pologne.

### Primat de Pologne

#### Archevêque de Varsovie

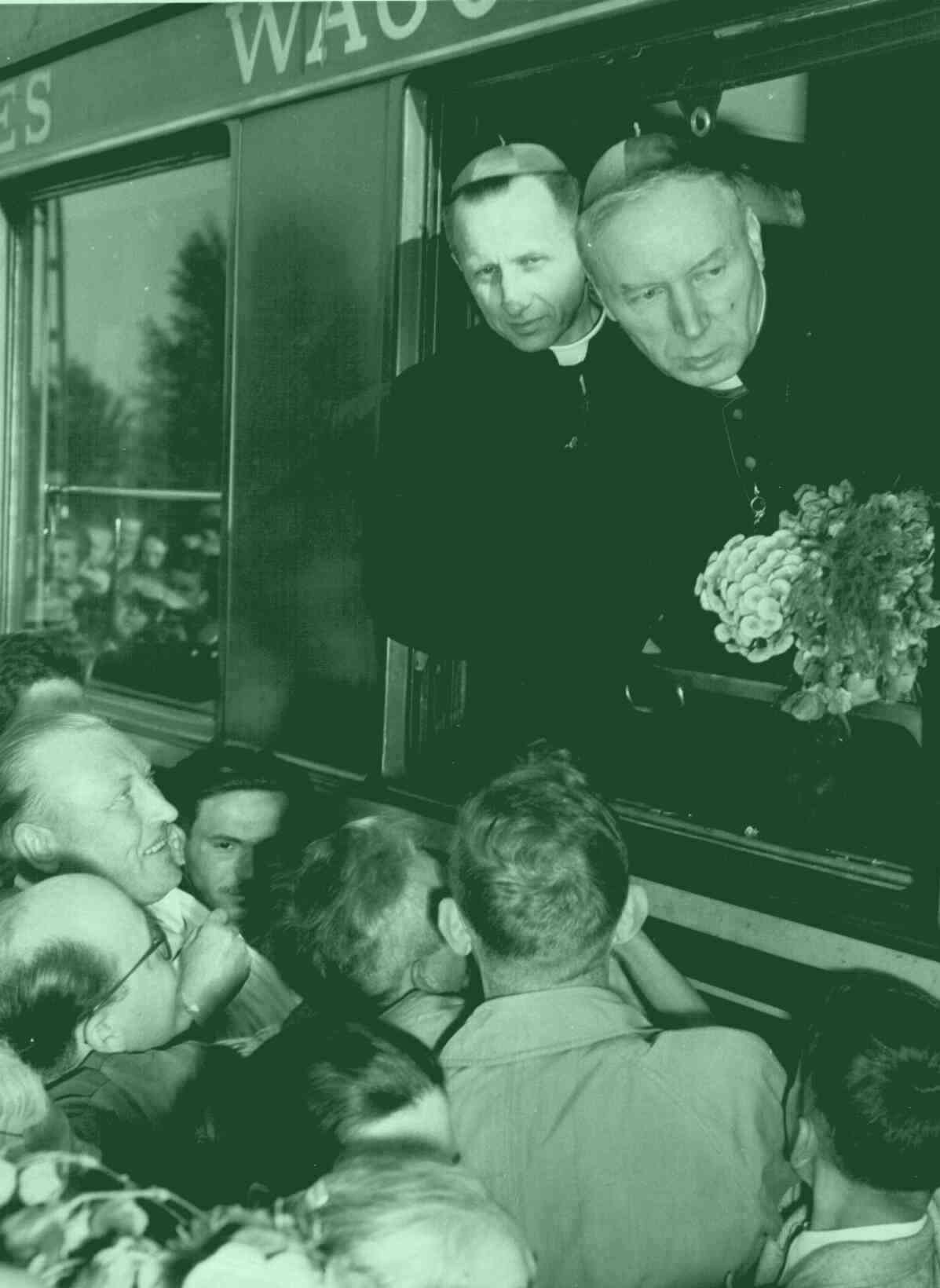
Wyszyński et Baraniak en route pour Rome.

Après la mort subite du cardinal Hlond, le 16 novembre 1948, il est nommé par le pape Pie XII archevêque de Varsovie et de Gniezno, avec le titre de Primat de Pologne. Ce choix a été fait à la demande personnelle du primat Hlond, alors mourant. L’investiture à la cathédrale de Gniezno et de Varsovie a lieu début février 1949.
L’archevêque reçoit, comme ses prédécesseurs, les autorisations extraordinaires d’un légat papal, liées aux difficiles conditions de fonctionnement de l’Église dans une Pologne gouvernée par les communistes. Ces droits s’étendent à tout le territoire de la Pologne et une partie de l’Union soviétique, qui n’ont pas ses propres évêques. Ils comportent entre autres, le droit de nommer indépendamment des ecclésiastiques (sauf nomination d’évêques), le contrôle des ordres religieux, et le fait de remplir les fonctions d’évêque sur les terres occidentales et nord de la Pologne, alors dépourvues de toute administration ecclésiale stable. Petit à petit ces droits prennent de l’ampleur. Ainsi, en 1950, le primat obtient l’autorisation de créer un tribunal ecclésial, analogique à la Rote romaine (annulations de mariage), et dès 1951, il obtient la juridiction sur les rites des Églises orientales de Pologne, ne possédant pas leurs propres évêques (gréco-catholiques et arméniens). Dans leur ensemble, ces droits sont restés inchangés jusqu’à son décès en 1981 ; ils ont été confirmés par les papes Jean XXIII, Paul VI, Jean-Paul Ier et Jean-Paul II.
En acceptant la fonction de primat de Pologne, Wyszyński se place dans la continuité avec les actes de son prédécesseur, le cardinal Hlond. Les collaborateurs les plus proches du nouvel archevêque de Gniezno et Varsovie sont ceux du primat décédé : l’abbé Hieronim Gozdziewicz, directeur du secrétariat du primat jusqu’à son décès ; l’abbé Antoni Baraniak SDB, secrétaire, futur évêque adjoint de Gniezno et archevêque de Poznań ; l’abbé Władysław Padacz, aumônier personnel du primat durant de longues années. Le nouvel évêque veut rebâtir les églises varsoviennes en ruine, continuant l’œuvre commencée le primat Hlond. Il réussit à en reconstruire plus d’une cinquantaine, dont la cathédrale Saint-Jean. Il prend sous son patronage la reconstruction de l’archicathédrale Saint Adalbert à Gniezno.
Dans le cadre de ses pouvoirs de supérieur d’ordres religieux, il fait tout pour rehausser leur vie spirituelle, réactiver et fortifier leur organisation et coordonner leurs actions, aussi bien entre eux-mêmes qu’avec les structures diocésaines.
Jusqu’à sa mort, il préside immuablement aux réunions de l’épiscopat polonais, sauf durant sa période d’emprisonnement de 1953 à 1956. Dans toutes ses activités, le primat tient énormément à ce que soit sauvegardée l’unité spirituelle entre les évêques, considérant que c’est là le seul moyen de sauver l’Église d’une désintégration voulue par les communistes.
Il consacre énormément de temps à l’organisation de l’administration ecclésiale sur les terres occidentales et nord de la Pologne, car au vu des pouvoirs extraordinaires qui lui ont été conférés, c’est lui qui dirige l’Église de ces territoires (jusqu’en 1972, année où le pape promulgue une bulle réglant le statut canonique de ces régions). Il vient régulièrement visiter ces diocèses, sanctifiant les foules de nouveaux arrivants et octroyant le sacrement de confirmation. En 1951, il arrive à nommer des évêques à des postes d’administrateurs apostoliques à Wrocław, Opole, Gorzów, Gdańsk et Olsztyn, mais les communistes rendent impossible l’entrée en fonction de ces nouveaux nommés. Au vu de cette situation, le primat se résigne aux conditions imposées par le pouvoir communiste et maintient à leurs postes les anciens vicaires capitulaires.

#### Lutte sous le régime communiste
Le cardinal est pleinement conscient d’une lente et conséquente action des autorités communistes, qui vise à exacerber les relations avec l’Église. Malgré cela, il crée, en 1949, une commission mixte du gouvernement et de l’Épiscopat, dont le but est de discuter des principaux problèmes et relations entre l’État et l’Église. Il est parfaitement conscient du manque de loyauté des autorités, qui détruisent les structures des associations et organisations catholiques, spolient l’Église d’une grande partie de ses biens fonciers, accaparent illégalement l’organisation caritative Caritas et limitent constamment la diffusion de la presse et de l’enseignement catholiques. Quelques évêques, dont l’évêque ordinaire de Kielce, Czesław Kaczmarek, sont en prison, d’autres sont expulsés de leurs diocèses. Un prêtre sur dix est en prison.
Avril 1950, le primat décide de signer malgré tout un accord sans précédent pour l’époque, avec le gouvernement, accord controversé et humiliant pour l’Église. Cette entente, bien que constamment violée par les autorités, limite quelque peu leur action contre l’Église. Il est signé sans l’aval du Saint-Siège, mais le pape Pie XII l’accepte en janvier 1951, après la visite à Rome de l’archevêque Wyszyński.
L’archevêque Wyszyński refuse ponctuellement de reconnaître les organisations religieuses collaborant avec les autorités communistes, craignant, à juste titre, qu’elles deviennent l’instrument d’une désintégration interne de l’Église, manière de plus de mettre l’Église sous tutelle.
En mai 1953, il proteste contre un décret, promu trois mois auparavant par les autorités, portant sur les nominations de l’État à des postes ecclésiastiques, ce qui revenait à donner aux autorités le droit de contrôler pleinement toutes les nominations ecclésiales. Il publie alors, au nom de tous les évêques, la célèbre lettre pastorale Non possumus.
Le 12 janvier 1953, Pie XII nomme l’archevêque Wyszyński cardinal, mais ce n’est qu’en 1957, après avoir été libéré des prisons communistes, qu’il pourra recevoir son chapeau cardinalice.

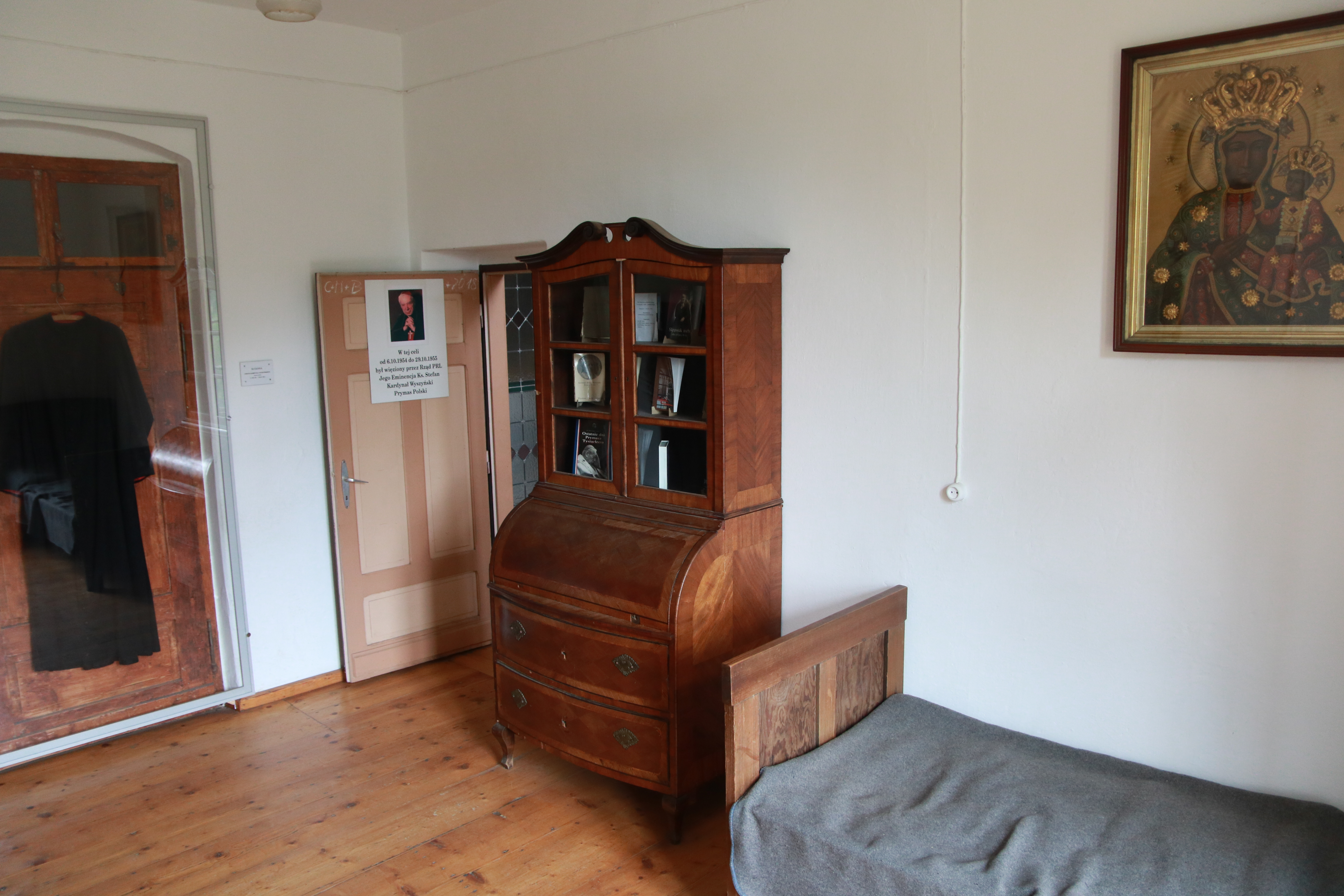
La cellule de Wyszyński dans l'église Saint-Joseph à Prudnik.

#### Emprisonnement
Depuis 1946, le primat Wyszyński vit sous l'étroite surveillance des services de sécurité communistes, qui ne cessera de croître. En février 1949, a lieu la première tentative d’assassinat du primat : un câble en fer est tendu au travers d’une route où il se déplace en voiture. Dès mars 1951, la police organise des opérations spéciales de surveillance de l’Église catholique polonaise, sous le nom de code « Centrum ». Compte tenu de son rôle primordial dans l’Église catholique, le régime s’acharne sur le primat (nom de code « Prorok », le prophète). En 1953, c’est tout un dossier qui lui est consacré et ces actions de déstabilisation de la police politique (SB) continueront jusqu’à la fin de ses jours.
Le 25 septembre 1953, le primat Wyszyński est arrêté à Varsovie par des agents du bureau du ministère de la Sécurité publique (Urzędy Bezpieczeństwa ou UB) conformément à une décision du gouvernement de la république populaire de Pologne. À l'une des religieuses du personnel, il dit : « Ma sœur, je sortirai de cette maison aussi pauvre que j'y suis entré ». Commencent alors trois années d’emprisonnement arbitraire, accompagnées de mauvais traitements et de nombreuses vexations.
Il est d’abord enfermé jusqu'au 12 octobre 1953, à Rywałd, puis à Stoczek Warmiński jusqu'au 6 octobre 1954, puis, jusqu’au 27 octobre 1955, à Prudnik. Le quatrième lieu d’emprisonnement sera le cloître de Komańcza, où il restera jusqu’au 28 octobre 1956.
Durant son emprisonnement, il accomplit l’acte d’offrande personnelle à la Vierge Marie, dans la fidélité à son amour maternel, et met au point tout un programme d’une grande neuvaine et des célébrations du millénaire du baptême de la Pologne. Inspiré par Maria Okońska, il rédige le texte des vœux de la Nation de Jasna Góra, qui seront transmis au sanctuaire de Częstochowa, pour y être prononcés le 26 août 1956, devant une assemblée d’un million de fidèles, mais en l’absence du primat.
Fin octobre 1956, à la demande du premier secrétaire du comité central du Parti ouvrier unifié polonais (POUP) Władysław Gomułka, les représentants du pouvoir Zenon Kliszko et Władysław Bieńkowski se rendent à Komańcza et informent le président de la conférence de l'épiscopat polonais que sa mise à l’isolement prend fin et demandent un rapide retour à Varsovie. Le primat leur présente alors les conditions à remplir pour son retour, demandes dont font partie la libération d’autres évêques, le retour de ceux qui ont été chassés de leurs diocèses, l’annulation du décret sur les nominations aux sièges épiscopaux et la réactivation de la commission mixte entre l’Église et l’État. Ses conditions ont été remplies.
Le primat revient dans la capitale, le 28 octobre 1956, accueilli par des fidèles pleins d’enthousiasme. Une fois libéré, il reprend son activité apostolique, entreprend un dialogue avec les autorités, pour le bien de l’Église, et finalise un nouvel accord, appelé mineur. Grâce à sa détermination, l’Église obtient en partie l’acceptation de son activité, ce que jusqu’à présent, les autorités refusaient de faire. Le plus important est le retrait du décret concernant les nominations ecclésiales.

#### Influence sur la société
L’enseignement pastoral du primat est d’une grande intensité et reste centré sur tous les groupes sociaux et professionnels. Il accueille énormément de fidèles dans sa résidence à Gniezno et Varsovie. Il prend surtout soin des jeunes, voyant en eux l’avenir de la nation. Wyszyński encourage les fidèles à approfondir leur vie intérieure. Ce ne sont pas seulement les catholiques qui viennent lui rendre visite, mais aussi les orthodoxes, les protestants et les représentants des milieux juifs. Viennent aussi à lui des personnes de derrière le « rideau de fer », comme par exemple des groupes de la diaspora polonaise en Occident, les jeunesses polonaises de Grande-Bretagne et futurs prêtres du séminaire d’Orchard Lake aux États-Unis. Lui rendent visite, en toute discrétion, les prêtres qui travaillent sur le territoire de l’Union soviétique. Le primat y envoie aussi ses émissaires. Il garde  un contact permanent avec l’Église de Tchécoslovaquie.
Le principal souci, présent dans tout son enseignement après sa sortie de prison, est le renforcement et l’approfondissement de la foi des Polonais, ainsi qu’un appel à l’unité. Il considérait que l’exemple par excellence de cette unité devrait venir des évêques, c’est pourquoi il garde dès son retour certains collaborateurs, dont les évêques Michał Klepacz et Zygmunt Choromański, qui, durant son absence, se sont montrés dociles envers les autorités communistes, mais il révoque du poste de vicaire général de l’archidiocèse de Gniezno, l’abbé Stanisław Bross, qui a outrepassé ses compétences durant l’emprisonnement du primat.
En mai et juin 1957, il part pour Rome, où, considéré comme un martyr, il reçoit un accueil enthousiaste. À Vienne, il rencontre le cardinal König, à Venise, il rend visite au cardinal Roncalli. Le 18 mai 1957, il reçoit les attributs cardinalices et le 30, il prend possession de son église titulaire à Rome, Santa Maria in Transtevere.
Une année plus tard, il part pour un second voyage à Rome, aux funérailles du pape Pie XII, décédé le 9 octobre 1958. Il participe au conclave, qui élit comme nouveau pape le patriarche de Venise, le cardinal Angelo Roncalli, ce qui réjouit le primat, car leurs relations étaient des plus amicales.
Depuis 1957, la politique des autorités de la Pologne populaire envers l’Église se détériore progressivement, toujours dans le but de l’affaiblir. Le primat a conscience que les autorités de l’État veulent durablement instaurer l’athéisme dans la société polonaise. Cependant, il n’esquive pas le dialogue avec le pouvoir. Début 1958, il rencontre le premier secrétaire du parti Władysław Gomułka. Leurs entretiens sont difficiles et ont lieu quatre fois.
Le 21 juillet 1958, la milice du régime et le procureur font une descente à l’Institut du primat pour les Vœux de la Nation à Jasna Góra, y perquisitionnent et saisissent les publications de l’Institut, qui édite et diffuse les discours et homélies du primat.
Le 3 mai 1957, le cardinal Wyszyński lance un programme de plusieurs années pour un renouveau spirituel de la Pologne, par le biais d’une Grande Neuvaine pour le Millénaire du baptême de la Pologne. Ce programme est basé sur les réflexions contenues dans les Vœux de Jasna Góra, où un accent spécial est mis sur l’approfondissement de la foi et le renouveau religieux de la nation polonaise, après les ravages moraux provoqués par la Seconde Guerre mondiale, la politique du régime communiste et le manque de souveraineté nationale, situation vécue par tous les Polonais. La Neuvaine est assortie chaque année d’une intention particulière. Dans les homélies paroissiales du dimanche, on fait appel à un approfondissement de la foi, à la défense des enfants à naître, au renouveau de la famille et du mariage, à une éducation responsable, au maintien d’une dimension « d’amour et de justice sociale », une lutte contre les vices de la nation et l’acquisition de vertus sociales. Le programme s’appuie sur une profonde spiritualité mariale, centrée sur Jasna Góra. Dans le programme de la Grande Neuvaine, le primat inclut le pèlerinage de la copie du tableau de la Vierge Noire de Częstochowa, dans toutes les paroisses. Cette pérégrination de la Vierge commence le 26 août 1957. Jusqu’en 1966, dix diocèses accueillent la Vierge de Częstochowa. L’année du Millénaire, le tableau est plusieurs fois bloqué en route par les autorités communistes. Finalement, celles-ci procèdent à « l’arrestation » du tableau, le 2 septembre 1966, et ordonnent de le remettre au Sanctuaire de Jasna Góra, où il reste pendant six ans. Mais le pèlerinage continue : les paroisses accueillent le cadre sans tableau. Ce n’est qu’en 1972, que la Vierge Noire est secrètement déplacée de Jasna Góra pour continuer son cheminement.
Le cardinal Wyszyński se heurte non seulement aux agissements des autorités communistes, mais doit aussi affronter la résistance d’une bonne partie des « catholiques progressistes », qui conçoivent autrement l’avenir du catholicisme polonais, formulant leurs propres postulats sur l’approfondissement intellectuel et promouvant la vision d’une Église élitiste. Le primat exige de l’intelligentsia qu’elle adhère à la doctrine sociale de l’Église et garde d’étroits liens avec la hiérarchie ecclésiale. Ces objectifs ne sont guère réalisés par les milieux catholiques affiliés aux autorités communistes, dont l’association « Pax » ; envers le mouvement « Znak », le primat garde ses distances.

#### Concile Vatican II
Le cardinal prend une part active aux préparatifs du concile Vatican II, lancés par Jean XXIII - et participe à ses assises. Il est choisi pour faire partie de la commission préparatoire du concile universel Vatican II ; le 17 octobre 1962, il devient membre extra ordinem de son secrétariat. Un an plus tard, le 13 octobre 1963, il est nommé à la présidence du Concile, où il siège jusqu’à la fin des débats. Il participe au conclave de 1963, qui après la mort de Jean XXIII, élit Paul VI.
Déjà en 1959, le primat Wyszyński transmet deux fois ses conclusions au sujet des problèmes qui doivent être soulevés dans un futur concile. Durant les années 1962-1965, il participe aux quatre sessions conciliaires. Il prend la parole onze fois, au sujet de la liturgie, de l’unité de l’Église, de l’essence de l’Église, du rôle des évêques, de la doctrine sociale, de la liberté religieuse, des indulgences et du rôle de la Mère de Dieu dans l’Église. Il œuvre tout particulièrement lors de la rédaction du chapitre VIII de la Constitution conciliaire Lumen gentium, consacrée à la Vierge Marie. En septembre 1964, il adresse à Paul VI, avec tout l’épiscopat polonais, la demande d’octroyer à la Mère de Dieu le titre de « Mère de l’Église », ce que le pape fait en novembre de la même année.
Le primat tient à ce que les évêques polonais prennent eux aussi une part active aux débats du concile. À Rome, il coordonne, lors de leurs rencontres régulières, les travaux des pères polonais du concile, afin de mettre au point des propositions communes. Les évêques polonais travaillent en équipes, partagent entre eux les tâches et leurs interventions sont préparées lors de conférences hebdomadaires.
Durant les sessions du concile, le primat invite les autres pères conciliaires aux célébrations du millénaire du baptême de la Pologne. Les évêques polonais envoient des lettres d’invitation aux solennités à au moins 65 épiscopats catholiques d’Europe, des deux Amériques, d’Afrique, Australie, Océanie et Asie, ainsi qu’aux représentants des Églises orthodoxes et protestantes. Parmi ces lettres, on retrouve la proclamation des évêques polonais à leurs frères et évêques allemands, dans le Christ, dans laquelle les évêques polonais font un douloureux rappel historique du passé, tout en invitant à une réconciliation. Le primat approuve le contenu de la lettre adressée à l’épiscopat allemand, lettre rédigée par Bolesław Kominek ; il en prend l’entière responsabilité. Selon lui, « cette proclamation (…) d’une résonance internationale, a encore plus rehaussé la position de l’Église catholique polonaise, a corrigé les jugements que l’on portait sur elle, faisant que les accusations de chauvinisme et de nationalisme sont devenues lettre morte. »
La proclamation des évêques polonais provoque chez les autorités communistes une réaction d’une rare violence, suivie d’une propagande et d’attaques dans les médias ; elles considèrent que c’est là une ingérence des évêques dans la politique extérieure de la Pologne populaire. La cible première de cette attaque est évidemment le primat Wyszyński. En guise de représailles, on refuse de lui délivrer son passeport pour aller à Rome célébrer en janvier les commémorations du millénaire.

#### Célébrations du millénaire
Les célébrations commencent par une messe, le 1er janvier 1966, dans la cathédrale de Gniezno. Durant les cérémonies principales du Millénaire du baptême de la Pologne, qui ont lieu à Jasna Góra le 3 mai, au nom de l’Église de Pologne, le primat prononce l’Acte d’offrande de la Pologne à l’amour maternel de la Vierge Marie, Mère de l’Église, pour les mille ans qui viennent, pour la liberté de l’Église du Christ en Pologne et dans le monde. Par ces vœux, l’épiscopat veut non seulement fortifier la foi et la morale catholique de la nation, mais garantir la liberté de l’Église universelle.
Les commémorations du Millénaire du baptême se déroulent non seulement en Pologne, mais aussi dans les milieux de la diaspora polonaise, disséminée dans le monde. Les 13 et 15 janvier, c’est le pape Paul VI à Rome qui prie pour la Pologne. Le cardinal Wyszyński invite officiellement le Saint Père à venir célébrer l’événement de l’Église polonaise, en Pologne même, mais les plus hautes instances de l’État lui refusent le droit de s’y rendre.
Les commémorations du Millénaire durent dans certains diocèses jusqu’en 1967. Le sabotage permanent des festivités, par le pouvoir en place, a fait que les fidèles se sont encore plus mobilisés. L’Église gagne la confrontation avec la propagande de l’État communiste, qui essayait d’opposer au baptême millénaire de la Pologne des festivités officielles sur le thème : « Mille ans de l’État polonais ». L’autorité du primat est devenue incontestable.
En 1967, le cardinal Wyszyński inaugure un second programme pastoral : une croisade sociale pour l’amour. Il y fait appel aux fidèles pour qu’ils éradiquent la haine et l’atomisation de la société et viennent en aide aux plus proches. En 1976, il annonce les préparatifs pour le jubilé du 600e anniversaire de la présence de la Mère du Christ à Częstochowa, qui aura lieu en 1982.
Le cardinal Wyszyński continue de soutenir les mouvements pastoraux et apostoliques, dont un groupe appelé  « Famille des familles », né en 1952 et dont il est le cofondateur. En 1969, il met en place le « Mouvement d’aide à la Mère de l’Église ».

#### Père de la nation

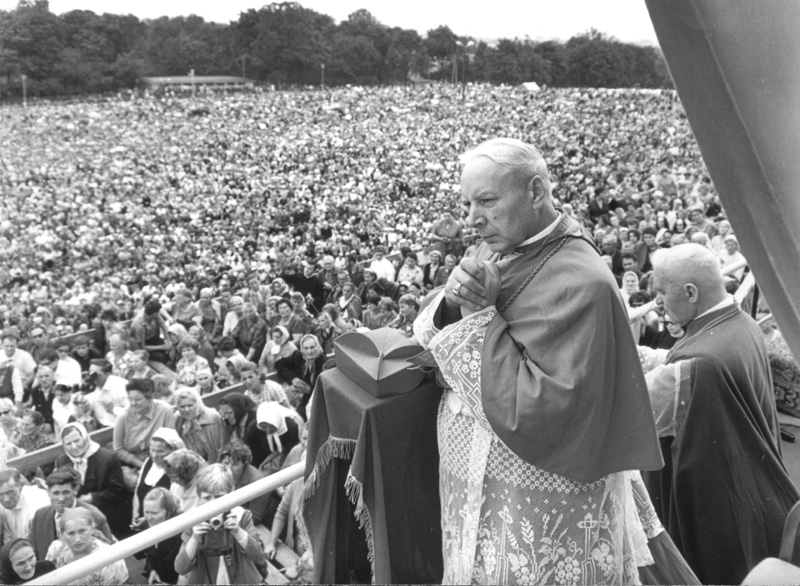
Le cardinal Wyszyński lors d'une grand-messe dans les années 1970.

Son moyen principal de communiquer avec les fidèles, ce sont les homélies et les discours qu’il prononce en divers endroits du pays. On en a sauvegardé près de onze mille, prononcés dans les années 1956-1981.
Le primat réagit à tous les événements socio-politiques importants de Pologne. Face aux événements de mars 1968, bien qu’ayant pris du recul, il considère qu’ils sont l’effet de luttes entre les diverses fractions du POUP (parti communiste). Il souligne en même temps que cette action antisémite, suscitée par les autorités, va dégrader l’image des Polonais en Occident, qualifiant les agissements des communistes d’« ombre monstrueuse (…) d’un racisme renaissant ». Avec tout l’épiscopat, il défend les étudiants emprisonnés et relégués des écoles supérieures.
En décembre 1970, il est solidaire avec la société polonaise qui manifeste son mécontentement. Il prend en même temps la décision de ne pas se prononcer au sujet du « danger biologique menaçant la nation », ne voulant pas ainsi déstabiliser encore plus la situation du pays. Vu les violences dont usent les autorités, l’Église doit soutenir la société persécutée, et il ajoute : « L’Église doit être avec ceux qui sont battus, au lieu de camoufler sa faute (…) Il s’agit de sang versé, d’un sang consacré ».
Le primat n’a pas changé d’approche envers les autorités communistes, il reste ouvert au dialogue, surtout après l’arrivée au pouvoir d’Edward Gierek, premier secrétaire du POUP, qui laisse entrevoir une chance de normaliser les relations entre l’Église et l’État. Il décide cependant de garder une certaine distance et accueille avec circonspection les déclarations des dignitaires du parti.
Durant les années soixante-dix, les autorités de la Pologne populaire veulent avoir plus d’influence sur les enfants et les jeunes, pour les défendre contre tout endoctrinement. Le primat et les évêques changent alors leurs projets pastoraux et orientent la pastorale vers la jeune génération et les étudiants. En même temps, le primat Wyszyński parle ouvertement de la responsabilité des parents dans le processus éducatif, rappelant que c’est à eux, et non au pouvoir en place, de prendre les décisions dans ce domaine. Plus d’une fois, il critique publiquement la politique sociale de l’État permettant l’avortement et approuvée par la juridiction en vigueur. Le primat soutient les actions ayant pour but la protection des enfants à naître.
Dans ces mêmes années soixante-dix, il a plus d’une fois transmis aux autorités son opinion sur les questions primordiales pour la nation polonaise, écrivant entre autres sur des sujets comme l’éducation, les conditions de logement, la démographie, la situation de la famille, l’interprétation de l’histoire contemporaine , etc. Voulant qu’une véritable vie sociale soit présente, il prononce trois séries d’homélies dans les années 1974-1976, appelées « Sermons de Sainte-Croix », (du nom de l’église Sainte-Croix à Varsovie). Il y a rappelé les principes de l’enseignement social de l’Église, dont la liberté religieuse, la liberté d’association et la liberté de parole.
Le cardinal soutient la population rurale, marginalisée par la politique des communistes. Il appelle à maintenir la propriété privée des terres et soutient les groupes qui luttent pour l’obtention de permis de construire des églises et chapelles. Ainsi, il s’engage personnellement dans la construction de l’église de Zbrosza Mała. Il y vient en personne, le 24 mai 1972, et bénit la chapelle, érigée sans les autorisations administratives.
Fin 1975, le primat passe au crible de la critique les amendements à la Constitution de la Pologne populaire, préparés par les communistes. C’est grâce à son initiative que l’Épiscopat rédige deux mémorandums contenant les opinions des évêques envers les changements projetés dans la Constitution (le 9 et le 26 janvier 1976). Ces actions atteignent leurs buts et les autorités retirent certains amendements.
En juin 1976, lors des protestations ouvrières dans les villes de Radom et Ursus, pour cause d’une hausse des prix des produits alimentaires, c’est par le biais de l’épiscopat que le primat intervient pour défendre les ouvriers en grève, soumis aux représailles. Il adresse même une lettre au premier ministre polonais de l’époque, Piotr Jaroszewicz, l’appelant à mettre fin à la répression.
Envers l’opposition démocratique, qui est en train de naître, le primat Wyszyński garde ses distances, ayant peur d’entraîner l’Église dans les pièges tendus par le pouvoir : « Notre action doit être sagement pensée, mûrie et pacifique. Nous ne pouvons pas prendre parti, pour telle ou telle institution laïque, ou milieu politique. Les laïcs le font à leur manière, les évêques ont la leur ». Maintes fois, il prend la défense des personnes victimes des répressions. Il reçoit des personnalités de divers milieux, même si elles n’ont rien à voir avec la foi catholique. Jacek Kuroń en est un exemple.

### Pontificat de Jean-Paul II

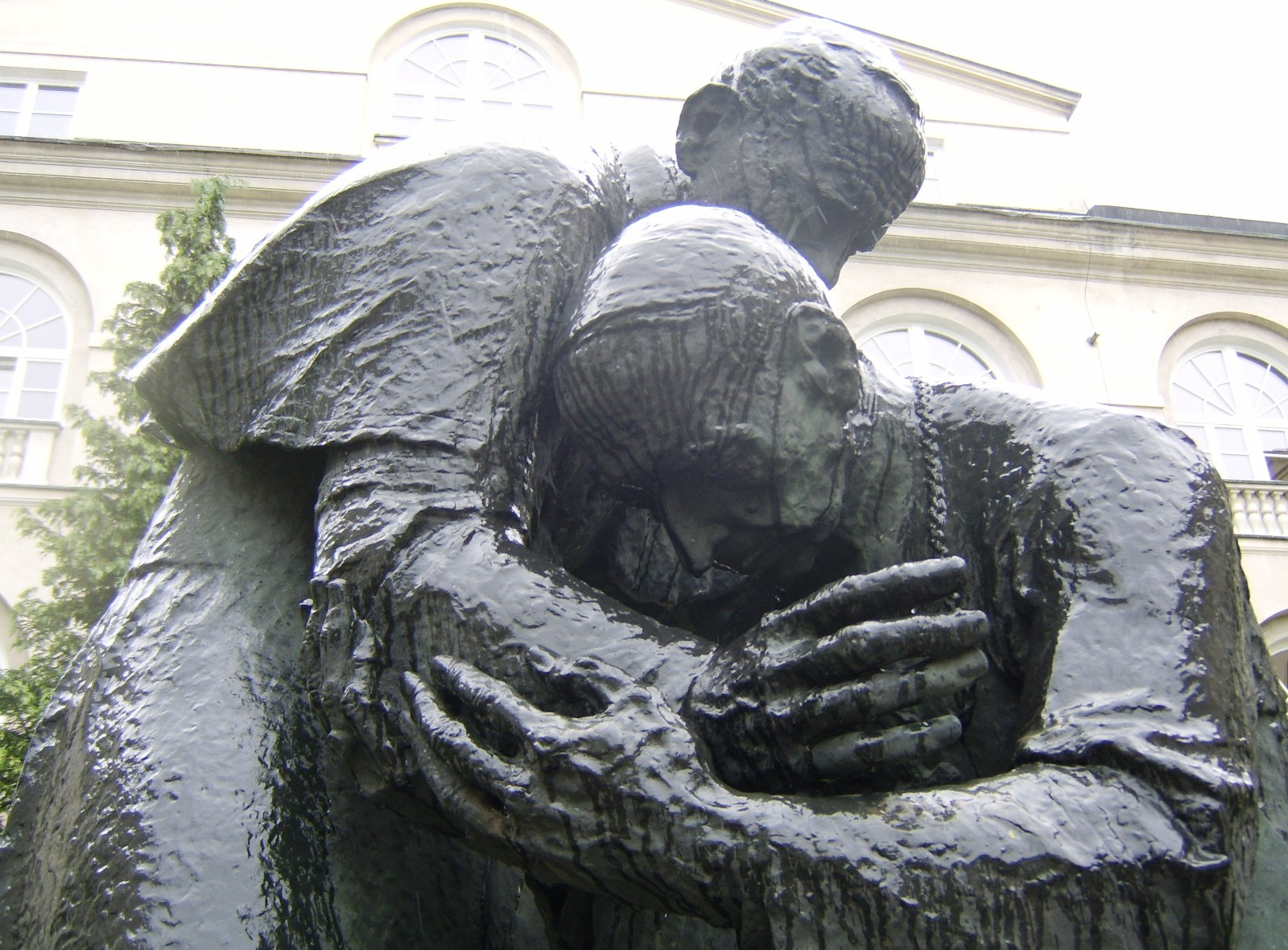
Statue représentant le cardinal Wyszyński et le pape Jean-Paul II, lors de la messe d'inauguration du pontificat de ce dernier.

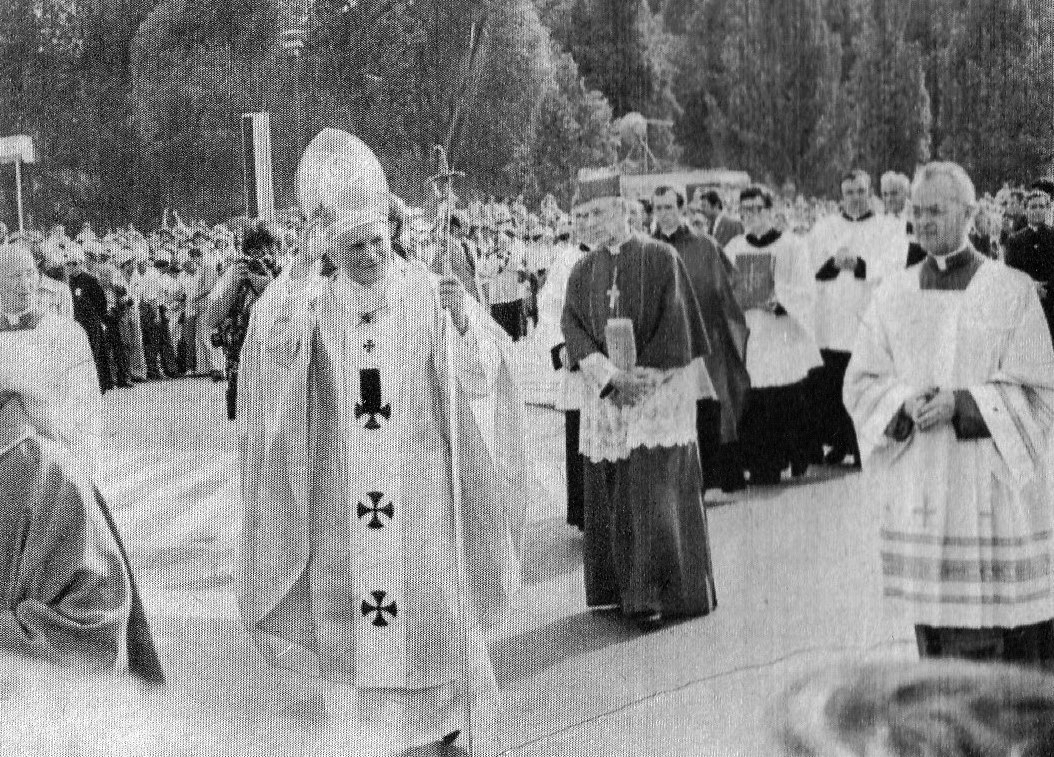
Voyage de Jean-Paul II en Pologne (1979) ; le cardinal Wyszyński est derrière lui.

#### Pontificat de Jean-Paul II
Le 12 août 1978, le cardinal participe aux obsèques de Paul VI, puis prend part au conclave qui suit. Le nouveau pape, Albino Luciani, est élu le 26 août, prenant le nom de Jean-Paul Ier. Après son décès prématuré, le cardinal se rend une fois encore à Rome, pour un second conclave.
L’élection du cardinal Karol Woytyła comme pape a lieu le 16 octobre 1978. C’est pour le cardinal Wyszyński un événement d’importance. Voici que l’un de ses collaborateurs les plus proches, métropolite de Cracovie et successeur le plus probable à son poste, vient d’être élu. Vers la fin des années soixante-dix, leurs relations étaient des plus amicales. Dans les notes laissées par le primat, juste après l’élection de 1978, on peut lire : « C’est une véritable dimension internationale que démontre cette élection d’un Polonais au Saint-Siège. À travers le décès mystérieux de deux papes, cette Pologne tant critiquée par divers pays (France, Belgique, Hollande, Allemagne) devient l’espérance des pays catholiques, une espérance révélée par cette élection d’un Polonais à la tête de l’Église, et quel Polonais ».
Jean Paul II souligne ses liens avec le primat et l’honore pendant la cérémonie de l’hommage des cardinaux au nouvel élu, en recevant sa révérence debout (il est l’un des deux dignitaires à être ainsi reçus).
Juste après le conclave, le primat invite officiellement le pape à venir en Pologne. Le primat joue un rôle de premier plan dans les négociations lors des préparatifs du voyage papal. Le 24 janvier 1979, a lieu la rencontre du primat avec le premier secrétaire Edward Gierek, lors de laquelle les parties mettent au point les conditions indispensables à cette visite.
Le pèlerinage de Jean Paul II se déroule du 2 au 10 juin 1979. Le primat l’accueille, et lui fait ses adieux, puis l’accompagne à Varsovie, Gniezno, Częstochowa et le suit le dernier jour de sa visite à Cracovie. C’est un immense succès du primat et de l’Église de Pologne qu’il conduit. Le primat souligne : « La visite du Saint Père dans un pays du bloc communiste, est une forme de transgression du « rideau de fer » (…) La présence du Saint Père ici, en Pologne, fait croître l’espérance, suscite une mobilisation spirituelle, vivifie la foi de tous, leur montrant qu’il est possible de faire quelque chose en restant déterminé ».

#### Solidarnosc
Au moment où éclatent, durant l’été 1980, les grèves ouvrières, le primat est parfaitement conscient qu’elles n’ont pas seulement une signification économique. Il s’engage dans deux voies : il appelle au calme (de peur que les soviétiques interviennent) et en même temps soutient les postulats des grévistes, qui veulent des syndicats ouvriers indépendants. Dans les chantiers de Gdańsk se trouve son envoyé Romuald Kukołowicz. Le 26 août, les autorités communistes manipulent une partie de son sermon, donnant l’impression que le primat prend ses distances avec les grèves. Ainsi, le lendemain, soutenu par le Conseil Général de l’épiscopat polonais, il proclame son soutien aux demandes sociales des grévistes.
Le primat juge positive la signature des « Accords d’août ». Il soutient la naissance et la légalisation du Syndicat Indépendant Solidarność, conseille que Jan Olszewski et Wiesław Chrzanowski soient les auteurs de son statut syndical. Il juge l’action du syndicat par le prisme du bien qui en découle pour toute la nation et tient compte des réalités géopolitiques de la Pologne. Il considère la naissance de ce mouvement comme une force représentant la nation, déchargeant l’Église de bien des responsabilités politiques face au pouvoir totalitaire. Mais il n’hésite pas à prévenir les leaders du mouvement et suggère la direction à prendre. Il redoute l’intervention soviétique et demande qu’on mise sur l’organisation et insiste sur le respect des syndicalistes envers la doctrine sociale de l’Église. Le primat joue un rôle de premier ordre dans l’enregistrement officiel du Syndicat indépendant des agriculteurs individuels Solidarność. Sans son appui il est fort probable que ce syndicat rural n’aurait jamais vu le jour.

#### Décès et funérailles
Depuis 1977, le primat est gravement malade et la résurgence de la maladie, en avril 1981, rend impossible ses activités. Il célèbre sa dernière messe le 12 mai 1981. Il demande que les prières à son intention soient offertes à l’intention du pape Jean Paul II, gravement blessé lors de l’attentat de la place Saint-Pierre à Rome le 13 mai. Il offre sa vie à Dieu en échange de celle du pape, dont le pronostic vital est encore engagé.
L’enregistrement de ses dernières paroles est divulgué dans toutes les églises de Pologne. Le primat décède le 28 mai à 4 heure 40, à la résidence des évêques de Varsovie, rue Miodowa. Quelques jours plus tôt, le pape Jean-Paul II s'était rétabli de son attentat.

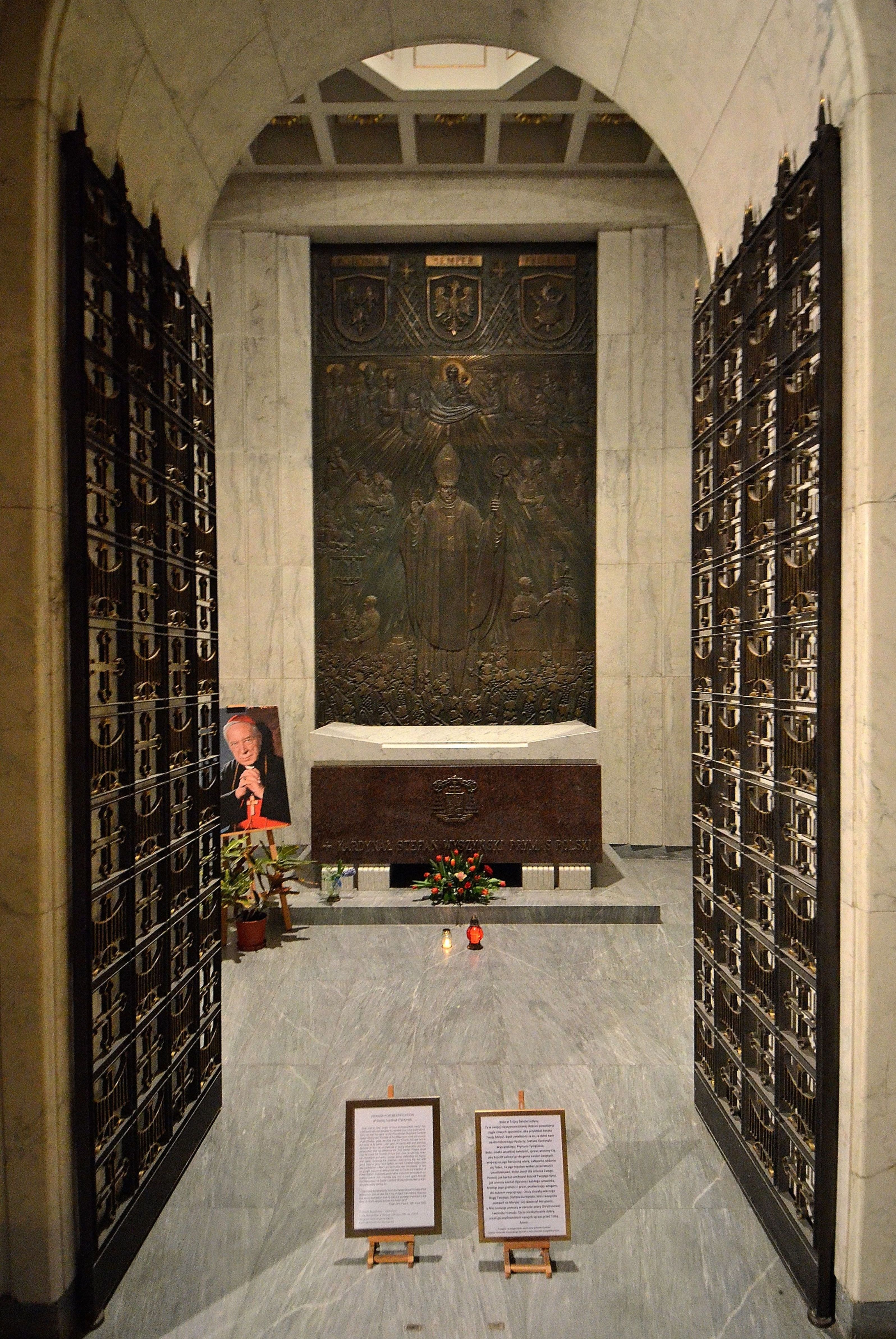
Chapelle abritant la tombe du Cal Stefan Wyszyński à la cathédrale Saint-Jean de Varsovie.

Les funérailles du cardinal Wyszyński ont lieu le 31 mai 1981 et sont une grande manifestation de soutien de la société polonaise à l’Église et à la personne du défunt. Plusieurs centaines de milliers de fidèles y participent, rendant hommage à celui qu’on appelle désormais le Primat du Millénaire. Aux cérémonies funéraires commençant à 17 heures, place de la Victoire à Varsovie, participent les délégations du Saint-Siège et de la majorité des épiscopats d’Europe et des États-Unis. Sont venus rendre un dernier hommage au primat le cardinal Agostino Casaroli, secrétaire d’État du Vatican, Władysław Rubin, préfet des Congrégations de rite oriental, Joseph Höffner, président de la conférence de l’épiscopat allemand, le cardinal Joseph Ratzinger, archevêque métropolitain de Munich (futur pape Benoît XVI), le cardinal Roger Etchegaray, président de la Conférence des Evêques de France, le cardinal Franz König, président de la Conférence épiscopale d’Autriche, László Lékai primat de Hongrie, le cardinal Johannes Willebrands, primat de Hollande, le cardinal Tomás Ó Fiaich, primat d’Irlande, le métropolite de Prague František Tomášek, John Król, l’archevêque de Philadelphie, ainsi que l’archevêque de Chicago, le cardinal John Patrick Cody. Y est aussi présente la délégation des plus hautes autorités de la Pologne populaire, avec à sa tête Henryk Jabłoński, président du Conseil de l’État.

### L’Institut primatial Stefan Wyszyński

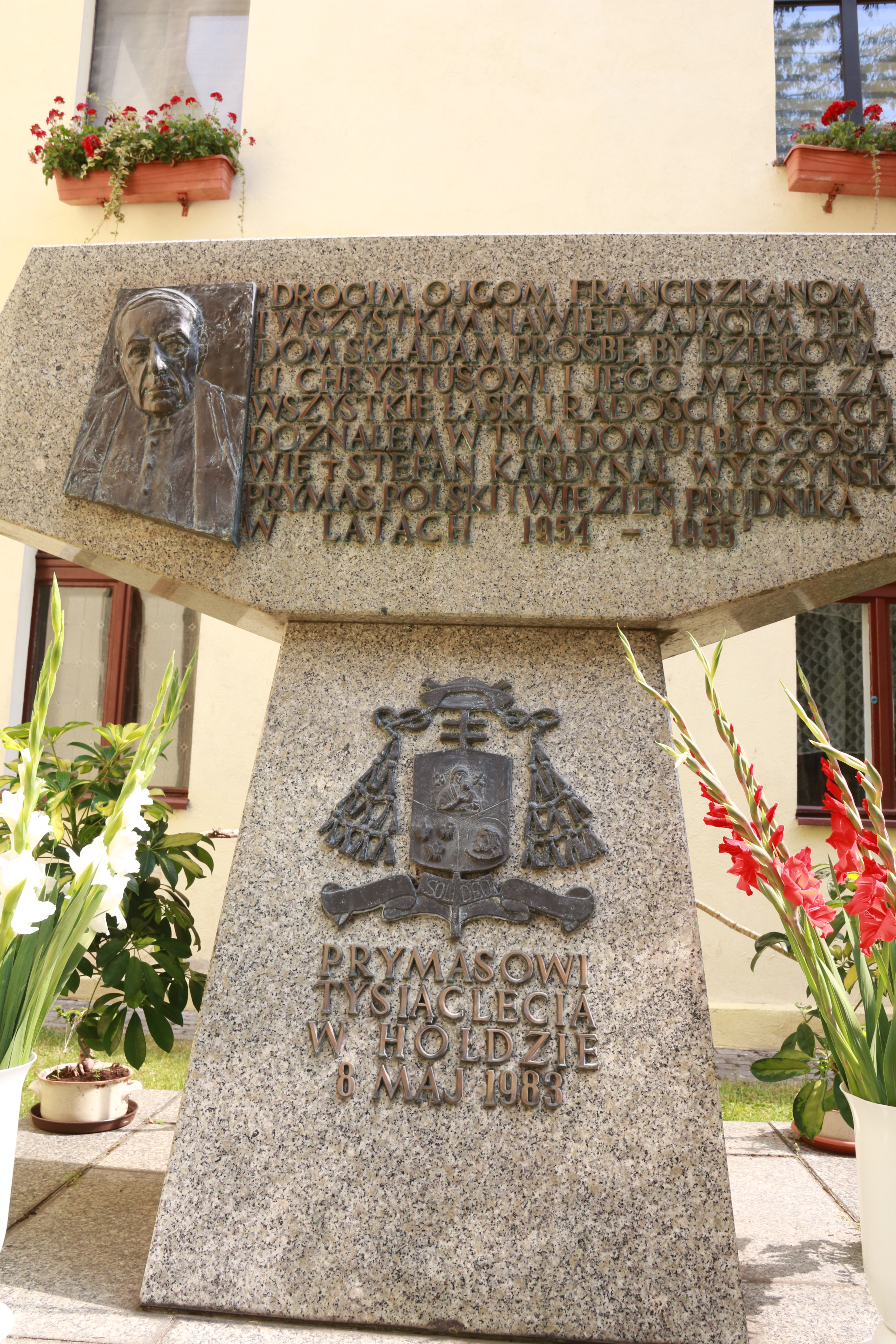
Monument devant l'église Saint-Joseph à Prudnik avec une inscription d'action de grâce.

En 1957, le primat lance la fondation de l’Institut primatial Stefan Wyszyński, dans le but de sauvegarder l’héritage et propager son enseignement. L’Institut existe jusqu’aujourd’hui et joue un rôle clé dans la sauvegarde de la mémoire et des actions du cardinal (on y a édité vingt volumes de ses œuvres complètes). Le primat est aussi le cofondateur, avec Maria Okońska, d’un institut laïc pour femmes, mis en place officiellement en 1988, toujours actif, sous le nom d’Institut du Primat Wyszyński. Le 3 mai 1994, le primat est décoré à titre posthume de l’Ordre de l'Aigle blanc. Le 1er octobre 1999, l’Académie de théologie catholique à Varsovie prend le nom d’Université Stefan Kardynał Wyszyński. Le cardinal est le patron de maintes écoles, aussi bien primaires que secondaires, de deux hôpitaux (Sieradz et Łomża) et de diverses fondations et associations sociales. Des rues portent son nom, pour ne citer que l’exemple de Varsovie, où se trouvent deux espaces Stefan Wyszyński ainsi qu’une Allée du Primat du Millénaire. Dans tout le pays on peut retrouver disséminés les lieux où on a sauvegardé sa mémoire : Andrzejewo, Bachledówka, Chroszczówka à Varsovie, Częstochowa, Komańcza, Prudnik, Rywałd, Stoczek Warmiński, Stryszawa et Zuzela. Le primat a ses statues à Lublin (avec Jean-Paul II) à l’Université catholique de Lublin, à Toruń, Varsovie (rue Krakowskie Przedmieście), Włocławek, Częstochowa (devant le Sanctuaire marial) et à Ząbki, ainsi que bon nombre de plaques commémoratives dans toute la Pologne. Des documentaires et films ont été tournés sur la personne du primat Wyszyński, et on a même mis en scène des pièces de théâtre.

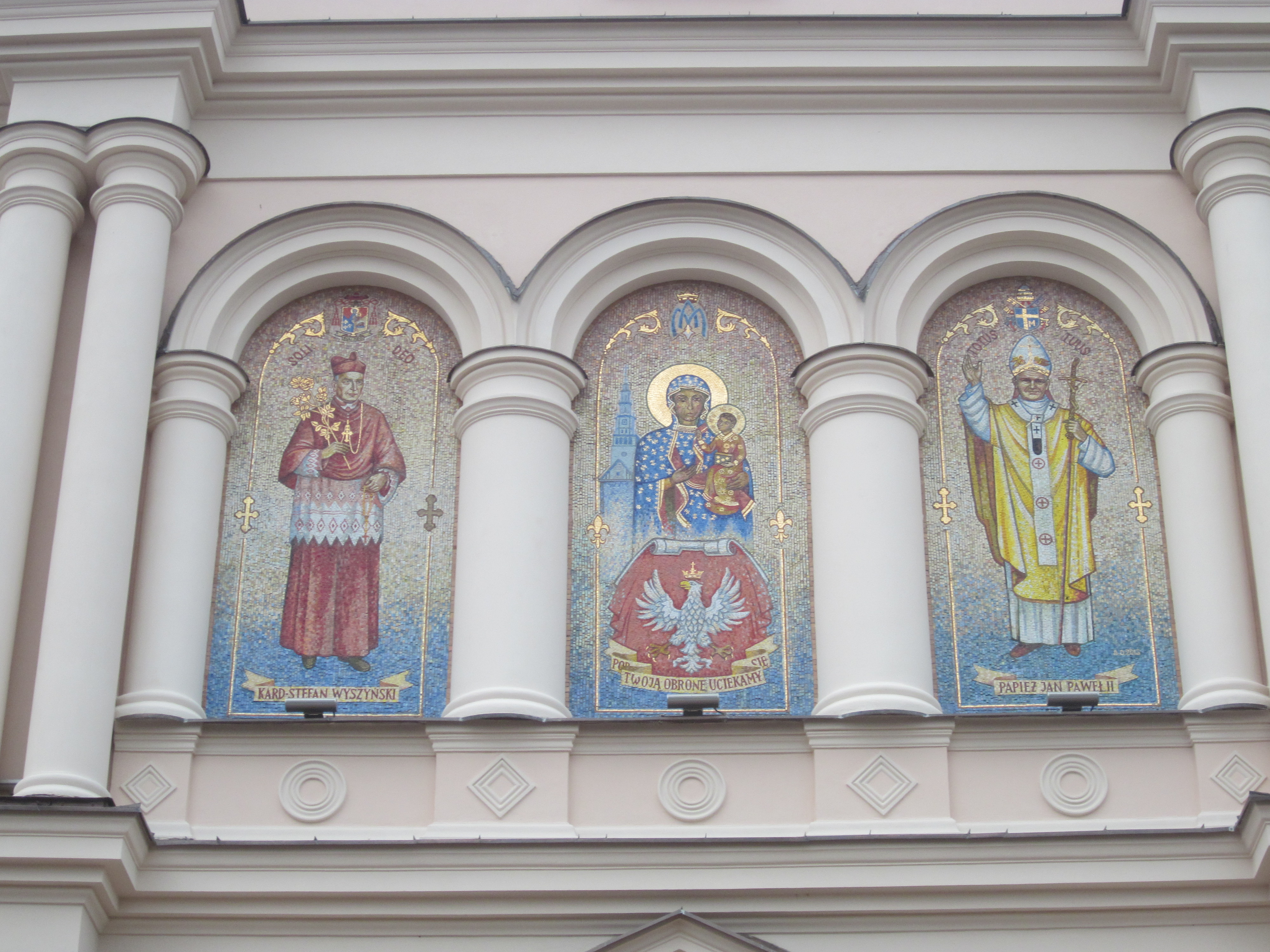
Mosaïque représentant le bienheureux Stefan Wyszyński à gauche. À droite de la Vierge, saint Jean-Paul II.

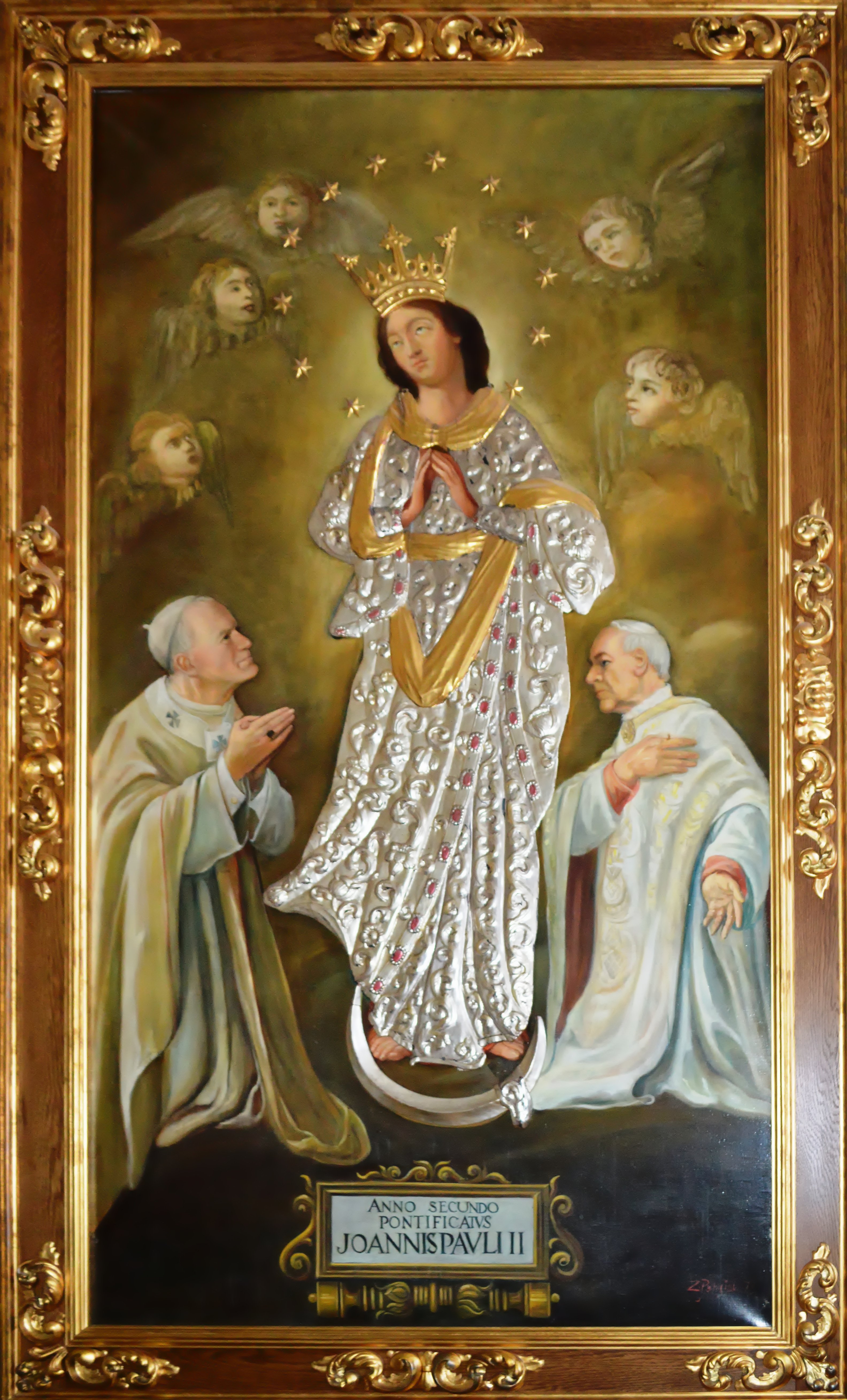
Saint Jean-Paul II et le bienheureux Stefan Wyszyński entourant la Madone.

## Vénération

### Béatification

#### Enquête sur les vertus
À l'initiative du pape Jean-Paul II, le procès en béatification de Stefan Wyszyński a été ouvert le 29 mai 1989. Le 6 février 2001 a été close la phase diocésaine du procès en béatification. Le dossier est ensuite examiné par la Congrégation pour la Cause des Saints.
À la suite de l'avis favorable des différentes commissions sur la sainteté de Stefan Wyszynski, le pape François, reconnaît, le 18 décembre 2017, les vertus héroïques du cardinal Wyszyński, lui attribuant ainsi le titre de vénérable.

#### Reconnaissance d'un miracle
À partir de mars 2012, une enquête sur une guérison miraculeuse obtenue par l'intercession du Serviteur de Dieu Stefan Wyszyński a été ouverte. Il s'agirait d'une jeune religieuse de dix-neuf ans guérie d'un cancer incurable, en 1989. À la suite de l'avis favorable des commissions médicales, le pape François reconnaît cette guérison miraculeuse comme authentique le 2 octobre 2019, et signe le décret de béatification.
Stefan Wyszyński est solennellement proclamé bienheureux le 12 septembre 2021, lors d'une messe célébrée au Temple de la Divine Providence de Varsovie par le cardinal Marcello Semeraro. Avec lui, Mère Elizabeta Czacka sera également élevée aux honneurs des autels.

### Culte
Le bienheureux Stefan Wyszyński est fêté le 28 mai, jour de sa « naissance au Ciel ». Sa mémoire liturgique est observée par tous les diocèses polonais. Par son poids dans l'histoire récente de la Pologne, il y jouit d'une dévotion fervente. Un grand nombre de pèlerinages sont organisés sur sa tombe, dans la cathédrale de Varsovie, et de nombreuses statues en son hommage lui sont élevées.